# Дворец Яблоновских
Дворец Яблоновских (пол. Pałac Jabłonowskich) — дворец, расположенный в варшавском районе Средместье у Театральной площади на Сенаторской улице. Дворец возведён в XVIII веке, использовался в качестве городской ратуши в Варшаве, был уничтожен во время Второй мировой войны и воссоздан в 1997 году по проекту Леха Кляйнерта.

## Описание
Строительство дворца велось в 1773—1785 годах по заказу Антония Яблоновского и по проекту архитекторов Якуб Фонтана и Доминико Мерлини. В 1817—1819 годах здание переоборудовали в городскую ратушу по проекту Фрыдерыка Альберта Лесселя и Иосифа Гжегожа Лесселя — дворец принял обязанности ратуши Старого города, стоявшей на рыночной площади и позже снесённой. Около 1823 года на крышу дворца был установлен бельведер для оптического телеграфа. В то же время в задней части дворца была возведена тюрьма.

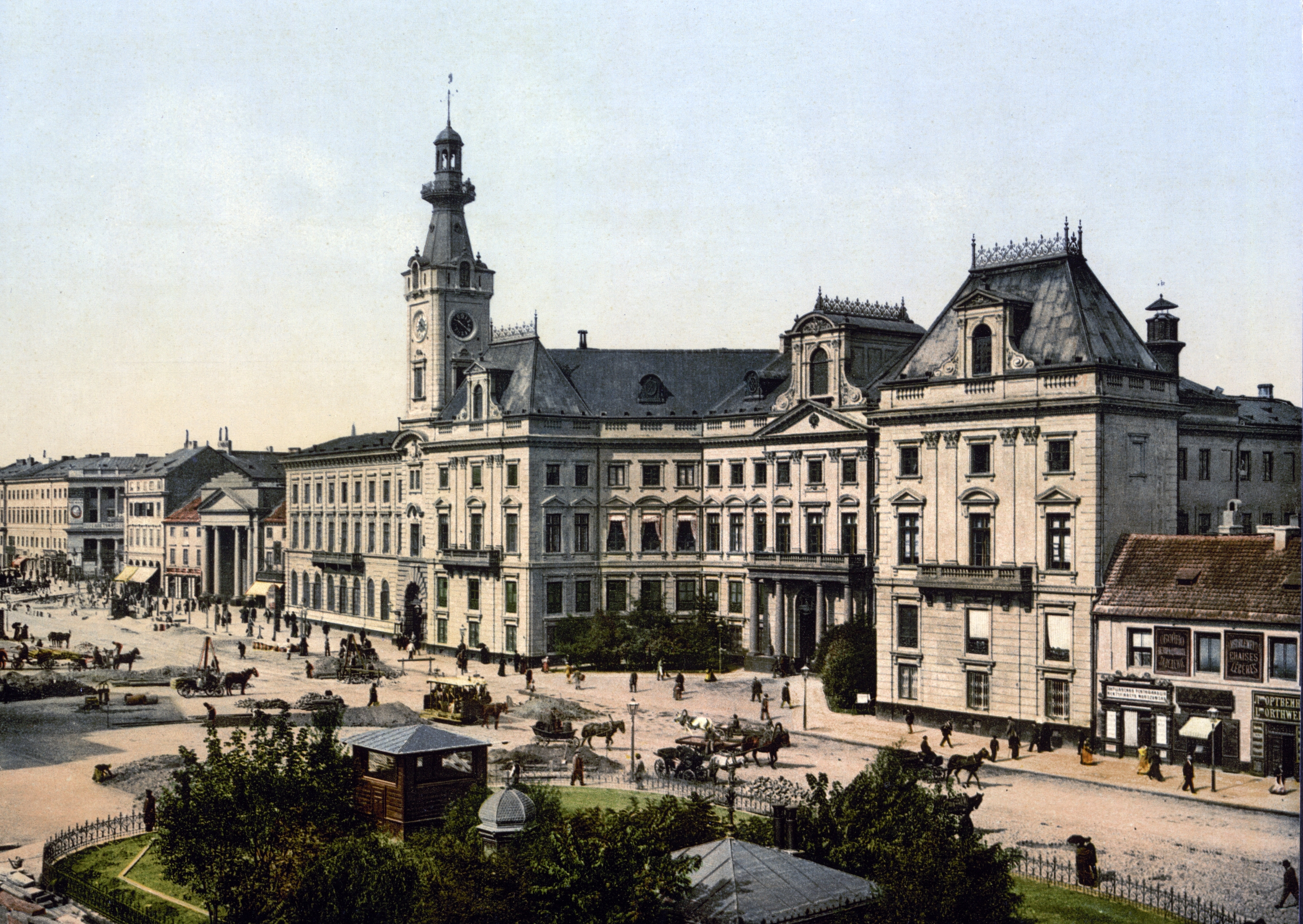
Дворец Яблоновских на стыке XIX и XX веков

В 1863 году дворец был разрушен во время восстания в Польше. В 1864—1869 годах по проекту Юзефа Орловского дворец был отстроен в стиле неоренессанса: были установлены кровля с чердаком, балконы, новое крыло на месте дома Лагевницких и характерная пожарная каланча с часами с трёх сторон. В зале проводились заседания Городского совета, в портретной комнате с 25 портретами знаменитых поляков работал магистрат, а в зале Декерта располагался плафон «Триумф правды» авторства Марчелло Баччарелли, перенесённый из Дворца примаса. С середины XIX века в здании функционировала система центрального отопления.
В октябре 1917 года, к 100-летию со дня смерти Тадеуша Костюшко, на фасаде здания была установлена памятная табличка, в июне 1918 года — табличка в память о годовщине смерти Яна Генрика Домбровского. В 1936—1939 годах была проведена ещё одна реконструкция дворца по проекту Оскара Сосновского, включавшая реконструкцию крыши 1936 года и возведение нового семиэтажного здания на стороне улицы Данилловичевской. В 1939 году во время осады Варшавы обороной из ратуши командовал Стефан Стажиньский. Ратуша была разрушена во время боевых действий, в 1952 году руины были снесены, а фундамент отдали под покрытие Театральной площади.
На рубеже 1989—1990 годов было принято решение о восстановлении северного фасада Театральной площади. В 1995—1997 годах дворец был восстановлен: ему предшествовали долгие археологические работы. Современное здание было изготовлено из железобетона с сохранением прежнего вида дворца и реконструкции фасада в виде до 1936 года. Все остальные части дворца приобрели современный облик, который, по мнению современников контрастировал с историческими зданиями. Элементы убранства дворца во время раскопок были выставлены у ворот рядом с каланчей. Также при реконструкции каланчи был восстановлен контур колодца. В здании размещались mBank и Bank Handlowy. 4 июня 2017 года на стене здания открыта мемориальная доска в память о Юлиане Кульском.

## Галерея
Фотографии дворца в 1870 году